# دان والچوک
دان والچوک (انگلیسی: Don Walchuk؛ زادهٔ ۶ مارس ۱۹۶۳) ورزشکار کرلینگ اهل کانادا است.